# Portrait de Madeleine
Portrait d'une femme noire ou Portrait d'une négresse
Ne pas confondre avec Portrait d'une femme noire, tableau d'Anna Bilińska-Bohdanowicz de 1884.
Ne pas confondre avec La Négresse, tableau d'Édouard Manet de 1862.
Le Portrait présumé de Madeleine, dit aussi Portrait d'une femme noire et anciennement Portrait d'une négresse,, peint en 1800, est le plus connu des tableaux réalisés par l'artiste peintre française Marie-Guillemine Benoist.
Cette huile sur toile représente une jeune femme noire, possiblement une esclave affranchie, originaire de Guadeloupe prénommée Madeleine.
Acquise en 1818, le portrait est conservé à Paris au musée du Louvre.

## Historique

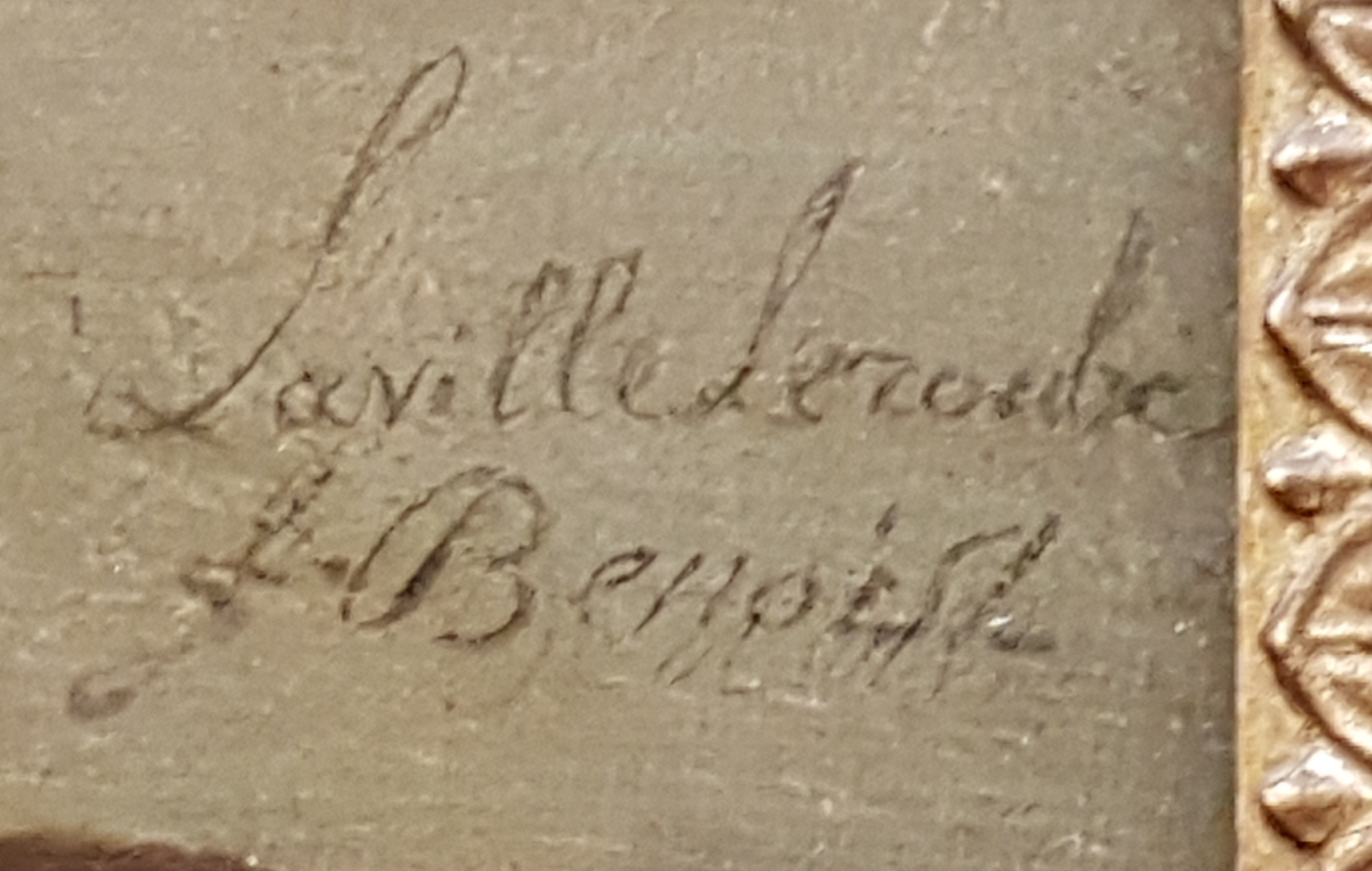
Signature de l'artiste sur le tableau.

Le tableau est exposé au Salon de 1800, sous le no 238, avec le titre Portrait d'une négresse. La peintre est désignée par son nom de jeune fille, avec la mention de son maître David : « Mme LAVILLE LE ROULX, (M.-G.), Femme BENOIT, élève du C. David. »
Il entre dans les collections de l'État français en 1818.
Il est ensuite présenté sous le nom Portrait d'une femme noire au Louvre. Après la publication de l'ouvrage Une Africaine au Louvre en 1800. La Place du modèle (Paris, INHA, 2019) de l’historienne de l’art Anne Lafont et à l'occasion de l'exposition Le Modèle noir, de Géricault à Matisse au Musée d'Orsay, qui présente la biographie du modèle, il est intitulé Portrait de Madeleine en 2019,.

## Description
Marie-Guillemine Benoist réalise le portrait d'une servante noire longtemps restée anonyme, « dénué de tout pittoresque exotique malgré la mémoire d'un anneau à l'oreille ». La jeune femme, assise dans un fauteuil à médaillon drapé d’un riche tissu bleu, est immobile sur un fond vide, avec les bras posés sur le ventre et la cuisse. Vêtue d'une robe ceinte d'un ruban rouge et coiffée d'un tignon blanc, elle a le profil légèrement tourné vers le spectateur. L'épaule et le sein droit dénudés, ainsi que la position en arc du bras gauche, évoquent la fécondité nourricière mais aussi les Amazones.

## Analyse
Peindre la peau noire était un exercice rare et peu enseigné car jugé ingrat. À l'époque où le tableau est réalisé, en 1800, l’abolition de l’esclavage, décrétée le 4 février 1794 par la Convention, est alors récente et n'est appliquée que partiellement, du fait de la guerre ou de l’opposition des colons, qui tentent d'obtenir son rétablissement et la reprise de la traite.
Selon Luce-Marie Albigès, le portrait de cette femme noire « se présente dans une situation non conforme à sa condition de domestique, qui était probablement même celle d’une esclave avant 1794. Le regard directement tourné vers le spectateur, assise dans un fauteuil à médaillon drapé d’un riche tissu, elle occupe la place traditionnelle d’une femme blanche ». Pour Albigès, « l'œuvre pourrait ainsi avoir deux objectifs apparemment contradictoires : présenter cette femme noire comme un objet de possession, un bien acquis parmi des objets de luxe, mais aussi, au-delà de la différence raciale, la faire reconnaître comme un être doué de sensibilité. » L'artiste est donc précurseure par le soin qu'elle apporte à la représentation d'une femme noire. L'artiste perçoit l’importance du sexe, de la couleur de peau et de la classe sociale à l’époque de l’entrée de la France dans la modernité.
Dans la revue Connaissance des arts, le journaliste Guillaume Morel estime en 2020 que « l’approche du sujet n’est pas ici d’ordre typologique, l’artiste ne peint pas non plus une fantaisie exotique, mais un véritable portrait, d’une beauté énigmatique ».

## Sources d'inspiration
Pierre Rosenberg dans la notice consacrée à l'artiste dans son Dictionnaire Amoureux du Louvre qualifie le tableau de « Fornarina noire » allusion au portrait de La Fornarina par Raphaël. Caractéristique du style néo-classique, l'œuvre par sa composition est conforme à la tradition du portrait mondain du XVIIIe siècle, et se rapproche par la pose, l'orientation du visage et le traitement du fond brossé dépourvu de tout élément décoratif, du  portrait de Madame Trudaine peint en 1791 par David.

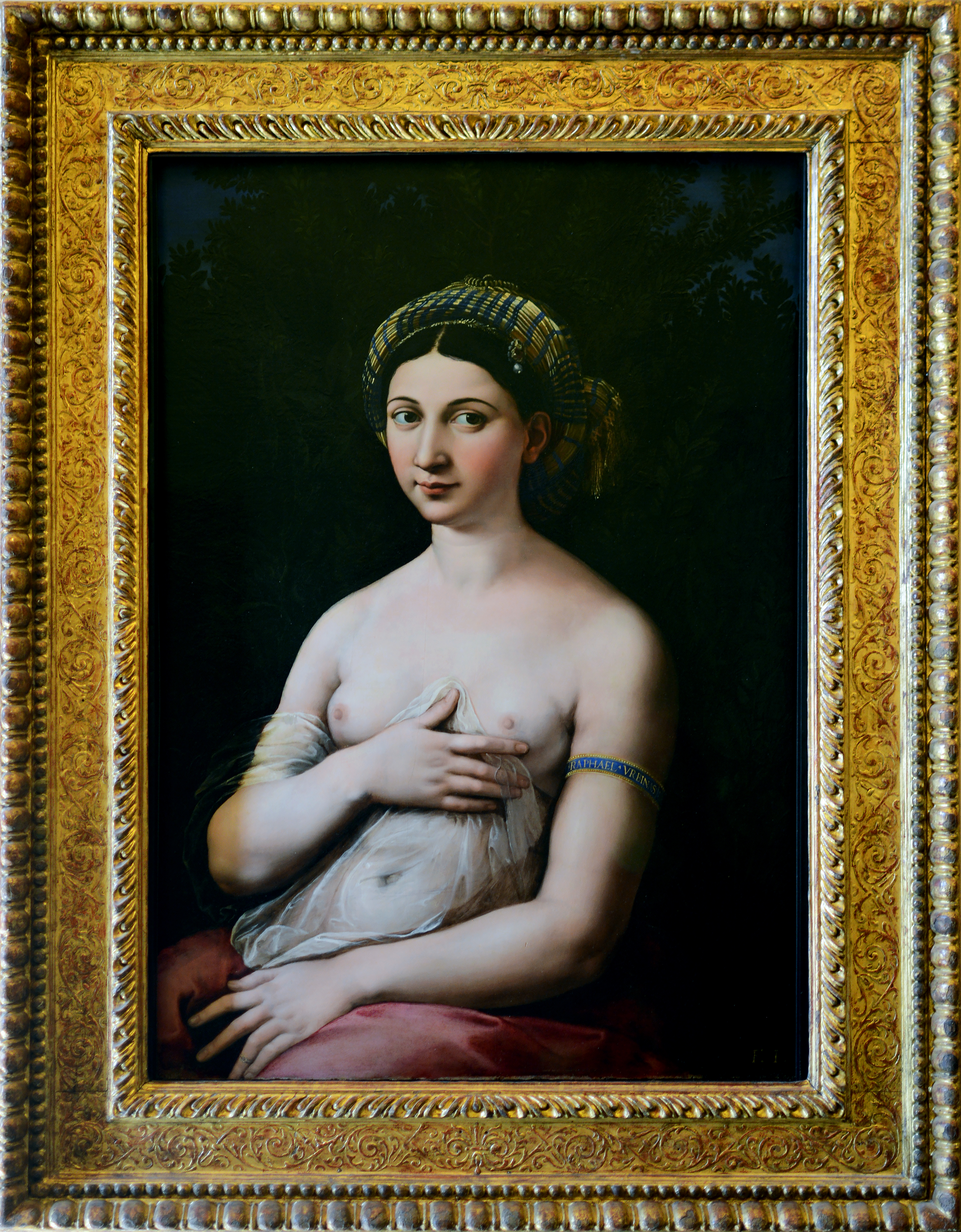
Raphaël, La Fornarina.
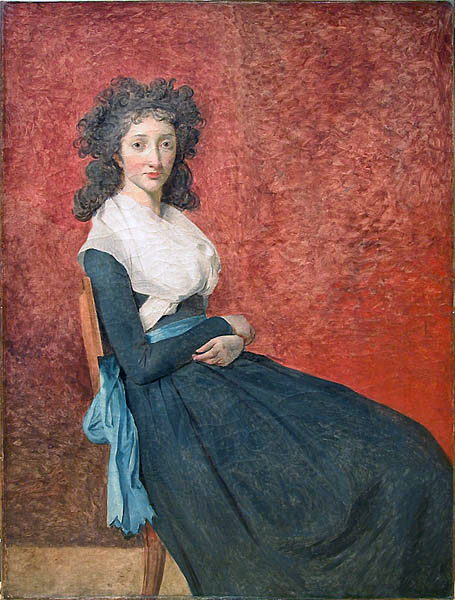
Jacques-Louis David, Portrait de madame Trudaine.

## Titre du tableau

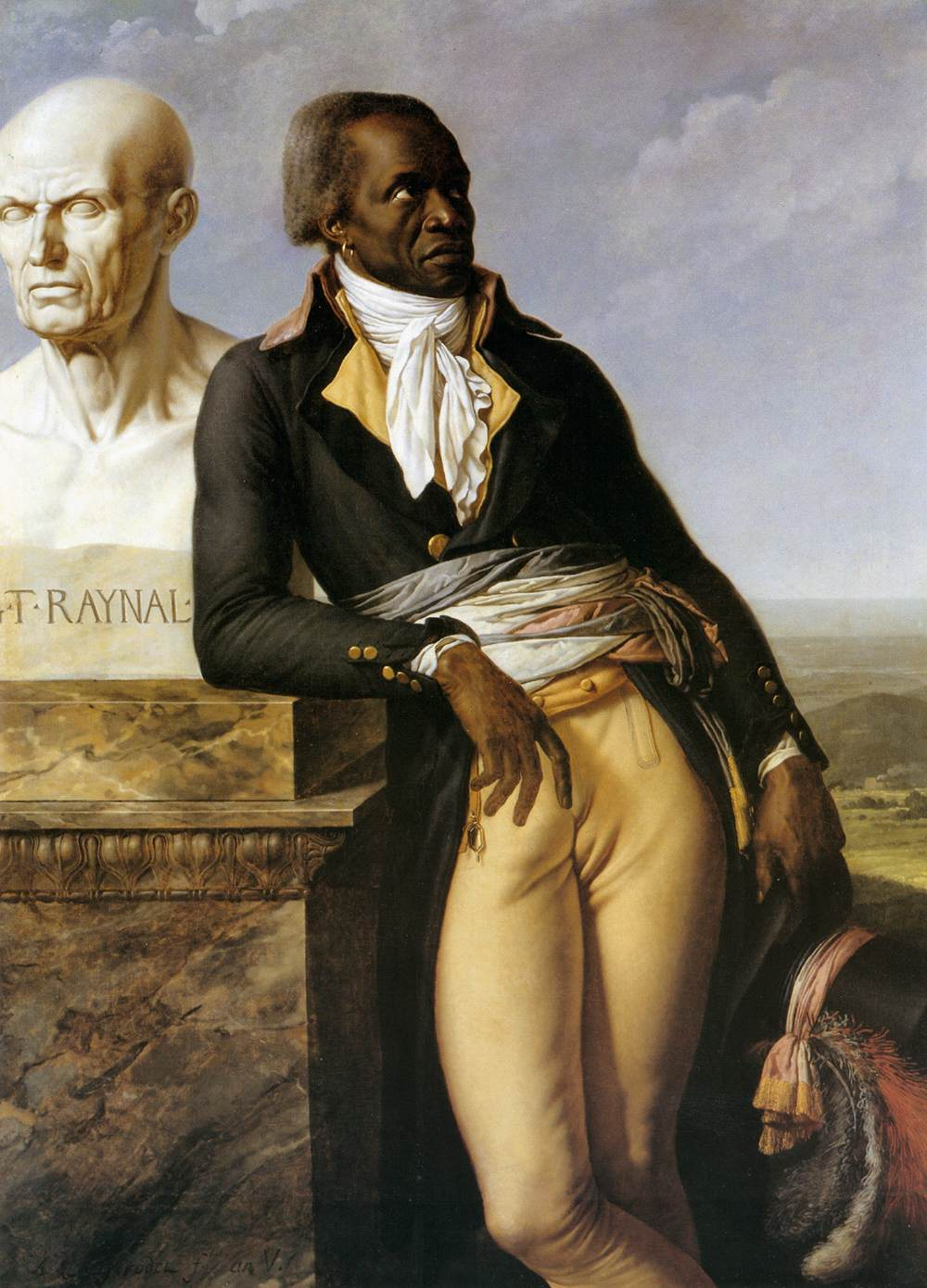
En 1798, Girodet avait marqué le Salon avec l'exposition du portrait de Jean-Baptiste Belley, à l'origine intitulé portrait d'un nègre.

Le livret du Salon de 1800 au numéro 238, présente le tableau sous le titre Portrait d'une négresse. L'œuvre de Marie-Guillemine Benoist, fait ainsi par le titre et le sujet, référence à un précédent notable, le portrait de Jean-Baptiste Belley peint par Girodet. Ce tableau, avait marqué les contemporains en étant le premier portrait d'une personne de couleur noire exposé publiquement. À l'origine exposé au numéro 71 du salon de 1798, il s'intitulait Portrait d'un nègre. L'usage voulait que les artistes fassent, dans le livret du Salon, un bref descriptif de l'œuvre qu'ils présentaient, ce qui permet de conclure que Girodet avait lui-même choisit le titre de son tableau. Le mot « nègre » était à l'époque d'usage courant pour désigner des personnes de couleur de peau noire, cependant la Société des amis des Noirs s'opposait à son usage car faisant référence à la traite négrière, ce qui amena Girodet à débaptiser son tableau pour lui donner comme nouveau titre le citoyen Belley ex-représentant des colonies.
À la différence du tableau de Girodet, le changement du titre original du tableau de Marie-Guillemine Benoist en Portrait d'une femme noire n'émane pas de l'artiste, mais eut lieu au début des années 2000 par le musée du Louvre, où il est notamment présenté sous ce nouveau titre lors de l'exposition Portrait publics, portraits privés au Grand Palais en 2007 sous le numéro 32. Pour Marianne Levy, autrice d'une biographie de l'artiste, le Louvre a pris des libertés en modifiant le titre de l'œuvre pour des raisons consensuelles.
Il est ensuite présenté sous le nom Portrait d'une femme noire au Louvre, puis, à l'occasion de la publication de l'ouvrage Une Africaine au Louvre en 1800. La Place du modèle (Paris, INHA, 2019) de l’historienne de l’art Anne Lafont et de l'exposition Le Modèle noir, de Géricault à Matisse au Musée d'Orsay, qui mentionne ses précédents titres, il est intitulé Portrait de Madeleine en 2019,. La peinture est particulièrement mise en avant en étant la première exposée dans le parcours de visite, devenant pour la journaliste Mathilde Serrell « une nouvelle porte d’entrée dans l’histoire de l’art et des représentations ». Dans les hauteurs du musée d’Orsay, le prénom de Madeleine est l'un des treize mis en valeur dans l’installation lumineuse de l’artiste américain Glenn Ligon aux côtés d'autres modèles noirs, comme Laure la servante de l'Olympia d'Édouard Manet. Dans son ouvrage Une Africaine au Louvre paru en 2019, l'historienne de l'art Anne Lafont dote pour la première fois le modèle d'une biographie établissant son identité et la présentant comme une esclave affranchie native de Guadeloupe, employée comme domestique auprès du beau-frère de Marie-Guillemine Benoist.

## Culture populaire
Le tableau acquiert une notoriété en dehors des amateurs de peinture en apparaissant dans la fin du clip de la chanson Apeshit  de Beyoncé et Jay-Z tourné intégralement au Louvre en 2018.
En février 2020, La Poste émet un timbre représentant le portrait.
Le tableau et son modèle sont évoqués dans le roman de David Diop paru en 2021 La Porte du Voyage sans retour.
Le tableau a aussi inspiré une scène d'un épisode de la série télévisée américaine Bridgerton (Saison 2, épisode 7, Harmony).